# Little Joe 1A

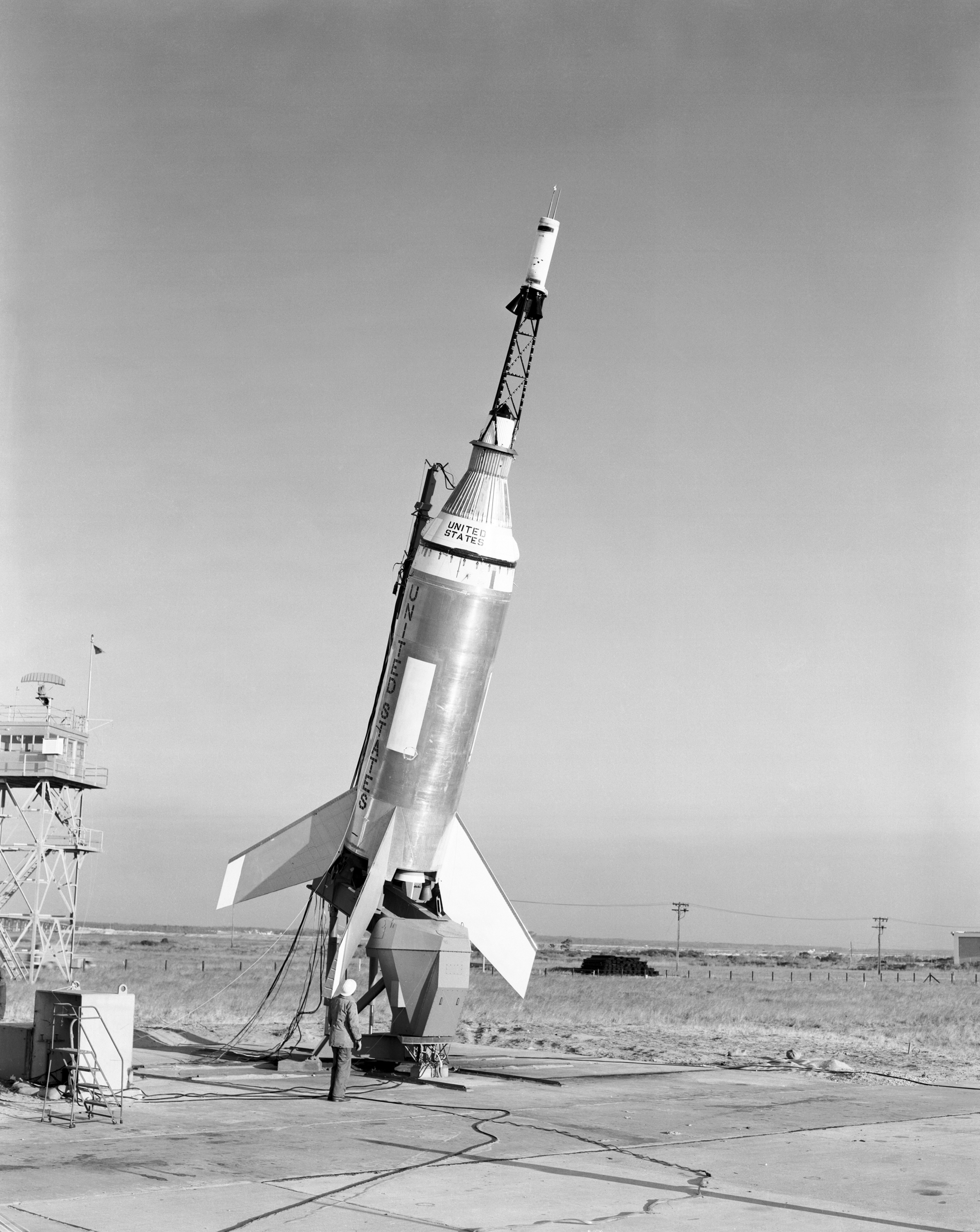
La Little Joe 1A

Little Joe 1A (LJ-1A) è una missione consistente nel lancio di un razzo vettore con un prototipo di capsula spaziale senza equipaggio nell'ambito del programma Mercury eseguito dagli Stati Uniti d'America.
Il lancio avvenne il 4 novembre 1959 ed in sostanza si trattò della ripetizione della missione Little Joe 1 (LJ-1) che era fallita. L'obbiettivo fu di testare un'interruzione del lancio in avverse condizioni aerodinamiche. Dopo lo stacco da terra un apposito sensore che misurava la pressione sul razzo doveva indicare il raggiungimento della pressione necessaria per effettuare la manovra di interruzione di lancio. Si calcolò che ciò dovesse avvenire trascorsi circa 30 secondi dallo stacco da terra. Immediatamente un impulso sarebbe stato inviato verso degli appositi congegni esplosivi in grado di separare la capsula spaziale dal razzo vettore.
Fino a quel momento tutto procedette come programmato. L'impulso inviato doveva avviare il motore di salvataggio, cioè il congegno propulsore in grado di distanziare la capsula, ormai staccata dal razzo (LES). L'apposito motore venne azionato regolarmente ma impiegò diversi secondi fino al raggiungimento della pressione necessaria per lo stacco. Pertanto la manovra di interruzione venne eseguita con una pressione dinamica alquanto inferiore a quanto programmato e di quanto desiderato dai tecnici della NASA. Per questo motivo venne immediatamente pianificata una ripetizione della missione. Tutte le altre fasi della missione invece, dal lancio fino al recupero della capsula stessa, riuscirono senza particolari problemi o incidenti. Venne raggiunta un'altezza di 14,5 km percorrendo una distanza di 18,5 km. La velocità massima raggiunta durante la missione, che ebbe una durata totale di 8 minuti ed 11 secondi, fu di 3.254 km/h. Il peso totale del prototipo della capsula portata in volo fu di 1.007 kg.

## Statistiche
- Velocità massima raggiunta: 3.254 km/h
- Accelerazione massima: 16,9 g  (166 m/s²)